# Rolf Singer
Pour les articles homonymes, voir Singer.
Rolf Singer, né le 23 juin 1906 à Schliersee (Allemagne) et mort le 18 janvier 1994 à Chicago (États-Unis), est un mycologue allemand.

## Biographie
Il est le fils du peintre Albert Singer et d’Eva née Neiicke. Il obtient son doctorat à l’université de Vienne en 1931. Il se marie avec Martha Kupfer le 4 juillet 1934. En 1934-1935, il est professeur à l’université autonome de Barcelone puis travaille au jardin botanique de Léningrad de 1935 à 1940, faisant une expédition en 1937 dans l'Altaï avec Lioubov Vassilieva. De 1941 à 1948, il est assistant conservateur à l’herbier Farlow d’Harvard. De 1948 à 1961, il dirige le département de botanique de l’université nationale de Tucumán en Argentine. De 1961 à 1964, il est professeur à l’université de Buenos Aires et, à partir de 1968, professeur invité à l’université de l'Illinois à Chicago. Il s’intéresse particulièrement à l’écologie et l’évolution des champignons.
Singer est notamment l’auteur de :
- The Boletineae of Florida (1945).
- The Agaricales in Modern Taxonomy Lilloa (1949 et 1962).
- Mushrooms and Truffles (1961).
- Avec Alexander Hanchett Smith (1904-1986), Monograph of the Genus Galerina (1964).
- Die Pilze Mitteleuropas (1965).
- (en) Rolf Singer, The Agaricales in Modern Taxonomy, vol. 1, Koenigstein Königstein im Taunus, Germany: Koeltz Scientific Books, 1986, 915 p., 73 pl.